# Toxorhynchites hexacis
Toxorhynchites hexacis är en tvåvingeart som först beskrevs av Friedrich Wilhelm Martini 1931.  Toxorhynchites hexacis ingår i släktet Toxorhynchites och familjen stickmyggor.
Artens utbredningsområde är Bolivia. Inga underarter finns listade i Catalogue of Life.